# إيدا ألستاد
إيدا ألستاد (بالنرويجية: Ida Alstad‏) مواليد 13 يونيو 1985 في تروندهايم، هي لاعبة كرة يد نرويجية تلعب كظهير أيسر. مثلت منتخب النرويج لكرة اليد للسيدات. شاركت في دورة الألعاب الأولمبية الصيفية سنة 2012.

## الميداليات
| الميدالية | المسابقة                            |
| --------- | ----------------------------------- |
| ذهبية     | الألعاب الأولمبية الصيفية 2012      |
| برونزية   | الألعاب الأولمبية الصيفية 2016      |
| ذهبية     | بطولة العالم لكرة اليد للسيدات 2011 |
| ذهبية     | بطولة العالم لكرة اليد للسيدات 2015 |
| برونزية   | بطولة العالم لكرة اليد للسيدات 2009 |
| ذهبية     | بطولة أوروبا لكرة اليد للسيدات 2010 |
| ذهبية     | بطولة أوروبا لكرة اليد للسيدات 2014 |
| فضية      | بطولة أوروبا لكرة اليد للسيدات 2012 |

## روابط خارجية
- إيدا ألستاد على موقع الاتحاد الأوروبي لكرة اليد (الإنجليزية)
- إيدا ألستاد على موقع الاتحاد النرويجي لكرة اليد (النرويجية)
- إيدا ألستاد على موقع اللجنة الأولمبية الدولية (الإنجليزية)
- إيدا ألستاد على موقع أوليمبيديا (الإنجليزية)